# Isak Johansson
Isak Johansson, född 25 januari 1853 i Övertorneå församling, död 28 januari 1911, var en svensk präst.

## Biografi
Isak Johansson föddes 1853 i Matarengi i Övertorneå församling. Han var son till Johan Kuttainen och Helena Kristina Mörtberg. Johansson studerade i Luleå och avlade 6 juni 1876 mogenhetsexamen i staden. Han blev höstterminen 1876 student vid Uppsala universitet och var 1877–1878 vikarierande läroverksadjunkt i Luleå. Johansson avlade 31 maj 1879 dimissionsexamen i Uppsala. Han blev utnämndes 25 juni 1901 till kyrkoherde i Jukkasjärvi församling, tillträdde 1902 och var 1906–1910 kontraktsprost i Lappmarkens tredje kontrakt. Han avled 1911.

### Familj
Johansson gifte sig 28 april 1889 med Maria Johanna Mansikka (född 1860), dotter till bonden Isak Mansikka och Eva Kajsa Anundi. De fick tillsammans barnen Lars August Johansson (född 1891), Anna Maria Johansson (född 1893), Ragnar Johansson (född 1895) och Johan Martin Johansson (född 1901).